# Krypkille
Krypkille är ett svenskt kortspel som spelas med en killekortlek. Spelet är ett krypspel som liknar det med den vanliga fransk-engelska kortleken spelade gurka. 

## Grundvariant
Korten delas ut så länge leken räcker och så att alla spelare får lika många kort. Överblivna kort läggs åt sidan. Det förekommer att man vid spel med tre, sex eller sju deltagare avstår från det sista utdelningsvarvet för att det ska kunna finnas ett antal okända kort som inte är med i den aktuella given.
Spelet är ett sticktagningsspel. Spelarna får valfritt sticka, det vill säga spela ett högre kort än de föregående, eller krypa, vilket innebär att man lägger det allra lägsta kortet man har på handen. Om två lika höga kort spelas, räknas det sist spelade som högst, utom i sista sticket då båda räknas som lika höga. Korten har samma rangordning som i enkortskille, med den skillnaden att Killen (Harlekin) alltid är högsta kort. 
Den eller de spelare som har det högsta kortet i det sista sticket blir utslagna och får inte delta i följande givar. På så sätt fortsätter spelet tills bara en spelare är kvar, som då blir spelets vinnare. 

### Andra varianter
Krypkille kan också spelas med överstickstvång, det vill säga att man är tvungen att lägga ett högre kort än de föregående om man kan, på samma sätt som i femkortsskille.
I stället för att låta spelare med högsta kort utgå ur spelet kan man räkna poäng och föra protokoll, till exempel genom att lägsta kort i sista sticket get 2 pluspoäng och högsta kort 1 minuspoäng. (Om två lika låga kort spelats, utdelas endast 1 pluspoäng för det först spelade.)
Smygkille är en variant där spelarna får fem kort var i given och har möjlighet att byta ut ett eller två kort.
I varianten ålandskille får spelarna ett kort var i den första given, två kort var i den andra given och så vidare uppåt så länge korten räcker. Därefter vänder man tillbaka igen med ett kort mindre för varje giv. Minuspoäng delas ut enligt en särskild värdeskala för de kort som spelas i det sista sticket.
I vissa varianter av krypkille måste spelarna i tur och ordning ange om de är beredda att visa sitt sista kort, innan det sista sticket spelas. En spelare som lägger upp och har det lägsta kortet belönas, i annat fall får hen straffpoäng, alternativt förlorar given.
Kungsholmskille är en variant med särskild anknytning till det numera nedlagda regementet KA 2, som hade delar av utbildningen på Kungsholms fort i Karlskrona. Det spelas ofta om en liten insats och utöver att ange om de är beredda att visa sista kortet, måste spelarna vid två tillfällen före sticktagningen ange om de vill spela vidare.

## Övriga källor
- Glimne, Dan (2016). Kortspelshandboken (3., utök. uppl.). Stockholm: Känguru. sid. 421-424. ISBN 978-91-7663-115-7
- Schenkmanis, Ulf (1988). Kortspel & patienser. Västerås: ICA. sid. 162-163. ISBN 91-534-1178-1